# Togoperla triangulata
Togoperla triangulata är en bäcksländeart som beskrevs av Du och Chou 1999. Togoperla triangulata ingår i släktet Togoperla och familjen jättebäcksländor. Inga underarter finns listade i Catalogue of Life.